# Bassignac
Bassignac (okzitanisch Bassinhac) ist eine französische Gemeinde mit 222 Einwohnern (Stand 1. Januar 2022) im Département Cantal in der Region Auvergne-Rhône-Alpes (vor 2016 Auvergne); sie gehört zum Arrondissement Mauriac und zum Kanton Ydes. Die Einwohner werden Bassignacois genannt.

## Geographie
Bassignac liegt in den nordwestlichen Ausläufern des Monts-du-Cantal-Massivs, etwa 42 Kilometer nördlich von Aurillac an der Sumène. Umgeben wird Bassignac von den Nachbargemeinden Champagnac im Norden, Ydes im Nordosten, Sauvat im Osten, Méallet im Südosten und Süden, Jaleyrac im Süden und Südwesten sowie Veyrières im Westen.

## Bevölkerungsentwicklung
| Jahr                       | 1962 | 1968 | 1975 | 1982 | 1990 | 1999 | 2006 | 2011 | 2019 |
| Einwohner                  | 358  | 276  | 223  | 209  | 208  | 230  | 227  | 223  | 235  |
| Quellen: Cassini und INSEE |      |      |      |      |      |      |      |      |      |

## Sehenswürdigkeiten
- Kirche Sainte-Radegonde aus dem 11./12. Jahrhundert
- Kapelle Saint-Jacques in Vendès aus dem 12. Jahrhundert, Monument historique seit 1972
- Viadukt über die Sumène, 1893 erbaut, Monument historique seit 2006
- Burg bzw. Festung Charlus
- Schloss Le Rieu

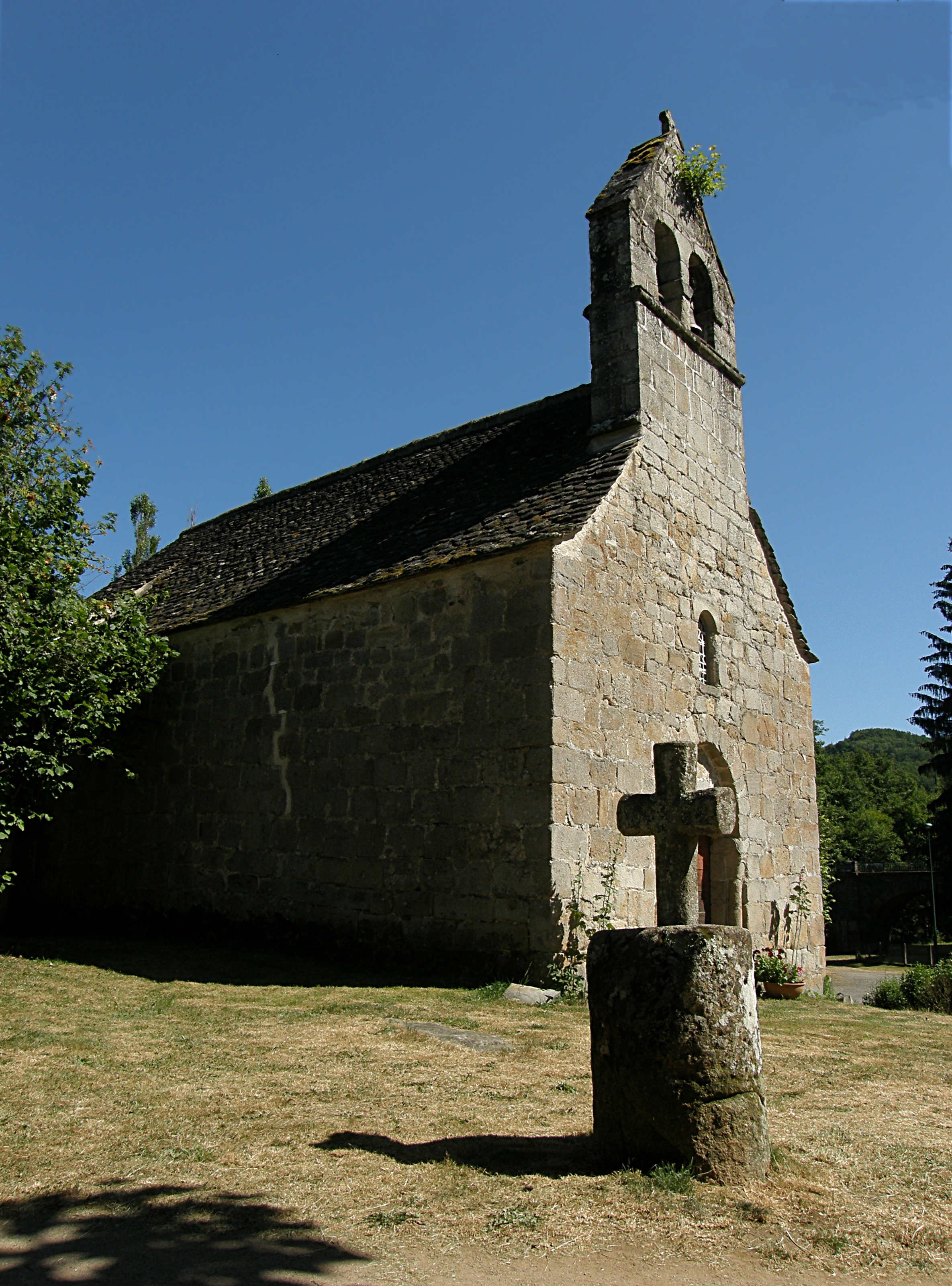
Kapelle Saint-Jacques
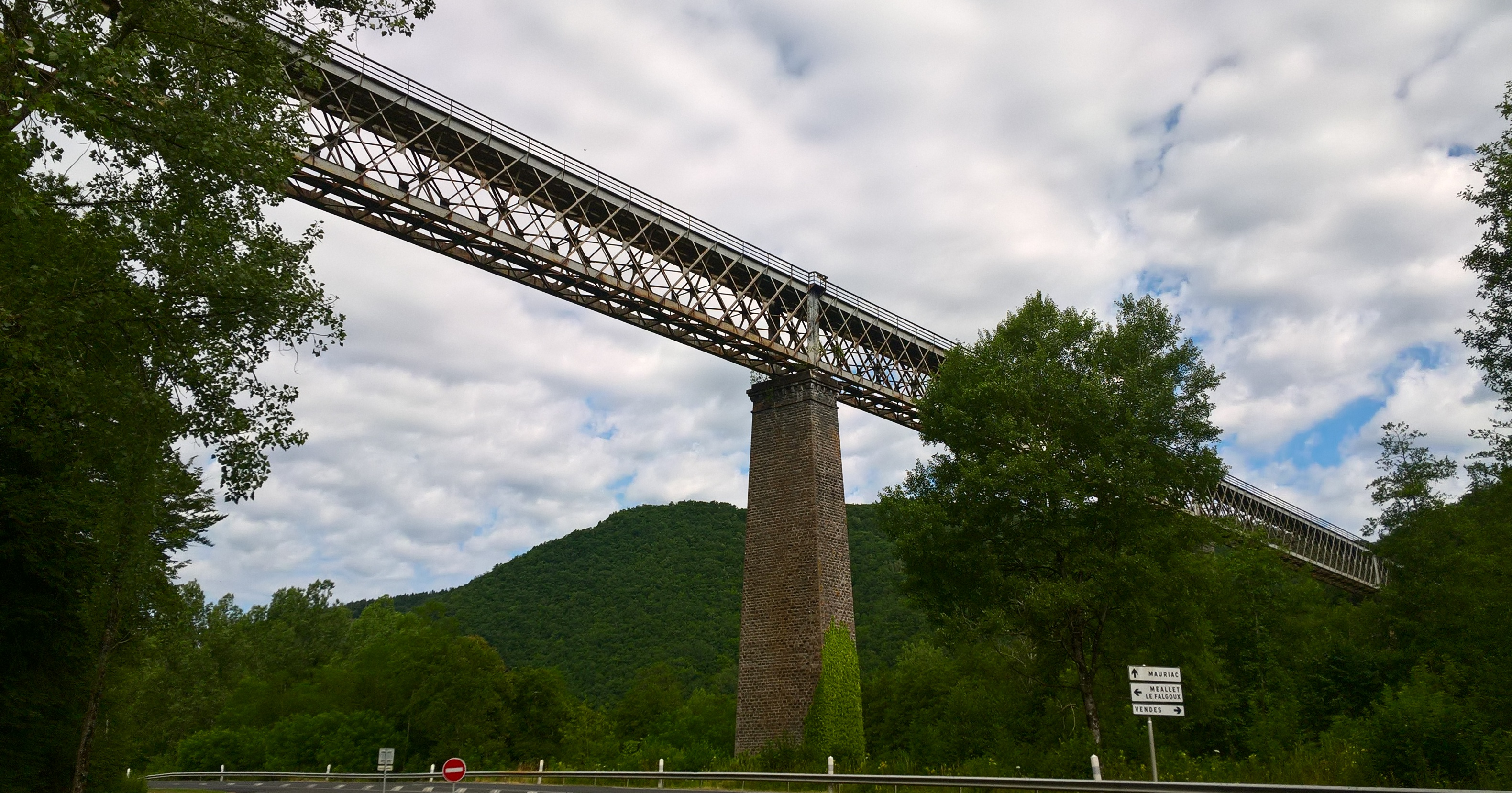
Viadukt